# Copargo
Copargo är en ort i kommunen Kopargo i departementet Donga i Benin. I och omkring orten fanns det 28 605 invånare år 2013.

## Vänorter
Copargo har Losheim am See, Tyskland som vänort.